# Alejandro Fernández (zanger)
Alejandro Fernández Abarca (Guadalajara (Jalisco), 24 april 1971) is een Mexicaanse zanger. Hij heeft wereldwijd meer dan 30 miljoen albums verkocht. Hij heeft een reeks Latin Grammy Awards gewonnen en verkreeg een ster op de Hollywood Walk of Fame.
Alejandro is een zoon van de ranchera-zanger Vicente Fernández. In het begin van zijn carrière specialiseerde hij zich in traditionele, vroege vormen van de Mexicaanse volksmuziek, zoals mariachi en ranchera. Later breidde hij zijn repertoire uit met Latijnse popmuziek.
Zijn bijnaam "El Potrillo" (De Colt) kreeg hij van de media en zijn fans.

## Carrière

### Beginperiode
Zijn eerste publieke optreden was in 1976 in een van de shows van zijn vader. Het was de bedoeling dat Alejandro het lied "Alejandra" zou brengen, maar in het midden van het lied was hij de tekst kwijt, begon te huilen, en had een paniekaanval. Zijn vader Vicente Fernández kwam het toneel op en begon samen met hem te zingen.
Fernández bracht zijn eerste album Alejandro Fernandez uit bij Sony Music. De belangrijkste hits hiervan waren:
- "Necesito olvidarla"
- "Brumas" en
- "Equivocadamente".[4]

Met dit materiaal begon Alejandro aan een tournee door Mexico en enkele steden in de Verenigde Staten. In 1993, trad hij samen met zijn vader op in een concert in het Palacio de los Deportes, en hij werkte een seizoen mee in het Teatro Blanquita in Mexico City. Hetzelfde jaar bracht Fernández het succesvolle Piel De Niña uit, onder de leiding van Pedro Ramires. De liedjes
- "Piel de niña"
- "A la vera del camino" en
- "Cascos ligeros"

zijn enkele hits van dit album. Op het Lo Nuestro Awards of 1993 werd Fernández genomineerd voor Mannelijke Artiest, Nieuwe Artiest en Regionale Mexicaans Album van het Jaar voor zijn debuutalbum, zonder te winnen echter.
In 1994 bracht hij het album Grandes Exitos A La Manera De Alejandro Fernandez, waarbij hij liedjes bracht van legendarische componisten zoals Armando Manzanero, Luis Demetrio en Agustín Lara. Op het 9th Lo Nuestro Awards, kreeg Fernández de nominatie voor Regionale Mexicaanse Mannelijke Uitvoerder van het Jaar.

### 1995–1998: "Como quien pierde una estrella",Me Estoy Enamorando
In 1995 bracht hij het album Que Seas Muy Feliz uit. Het lied "Como quien pierde una estrella", werd zijn eerste internationale hit. Het werd zwaar gepromoot op radio en tv.
Muy Dentro de Mi Corazón – dat hij uitbracht in 1996 – werd onmiddellijk een succes. Liedjes als
- "Moño negro"
- "Nube viajera"
- "Abrazame"

werden hits zowel in Mexico als in andere Latijns-Amerikaanse landen. Hetzelfde jaar nam hij "Puedes llegar" op, het officiële lied voor de Olympische Spelen van Atlanta, samen met andere artiesten waaronder Gloria Estefan, Jon Secada en Ricky Martin. In 1997, nam hij het album Me Estoy Enamorando op, geproduceerd door Emilio Estefan, Jr. Het genre muziek op dit album is een mengeling van bolero, romantische ballades, orkest arrangementen en een tikkeltje Mexicaanse mariachi dat populair werd in de Latijnse muziekindustrie. "Si Tú Supieras" was de grootste hit er uit, en het werd verkozen als thema voor de tv-serie uit die tijd: "Maria Isabel". Het veroverde ook de Amerikaanse markt en stond gedurende zeven weken in de top van Billboard Hot Latin Tracks. Hij werd de eerste Latino zanger die de eerste plaats haalde met drie hits:
- "Si tu supieras" werd gevolgd door
- "En El Jardín" (met Gloria Estefan) en
- "No Sé Olvidar"[11]

Me Estoy Enamorando verkocht wereldwijd 2,2 miljoen exemplaren.
In december 1998 nam hij Christmas in Vienna VI op, samen met tenor Plácido Domingo en Patricia Kaas. Zijn optreden werd positief onthaald door de pers, maar verkreeg weinig respons van het publiek.

### 1999–2003:Mi Verdad,Entre tus brazos,Orígenes
Met het album Mi Verdad uit 1999, keerde Fernández terug naar de ranchera-muziek. "Si he sabido amor" werd een grote hit het thema van de soap-opera Infierno en el paraíso.
In 2000 bracht hij het album Entre tus brazos, het achtste in zijn carrière en het tweede met Emilio Estefan, Jr. als producer. "Quiéreme" werd de eerste single, een uptempo popsong dat zijn muzikale verscheidenheid toonde. Voor de eerste keer bracht hij een eigen lied uit: "Entre tus brazos". Het album bevat hoofdzakelijk romantische ballades met energieke latino ritmes. Hetzelfde jaar nam hij, samen met Julio Iglesias het lied "Dos corazones, dos historias" op; het kwam uit op Julio's album Noche de Cuatro Lunas.
In 2001 nam hij Orígenes op. de single "Sin tantina pena" (een energieke mariachi bolero) werd een internationale hit. In 2002 lanceerde hij zijn productie Un Canto De México, die 22 klassieke rancheraliederen bevatten. Het werd live opgenomen in het Palacio de Bellas Artes. In 2003 begon Alejandro aan een Latijns-Amerikaanse tour samen met zijn vader Vicente, en nam de show En Vivo: Juntos Por Ultima Vez op, die door duizenden fans gevolgd werd, die uitliep tot Mexico City in het Foro Sol, met meer dan 5 uur muziek voor bijna 60.000 toeschouwers. Hetzelfde jaar nog nam hij zijn volgende album, Niña amada mía op. De titelsong werd een hit in het thema van een populaire soap met dezelfde titel. Ook deed zijn tour in hetzelfde jaar Latijns-Amerika en de Verenigde Staten aan. Later nam hij deel aan de Kerstspecial En mi país, opgenomen in Puerto Rico en uitgezonden door Telemundo. Fernández en Ednita Nazario zongen een duet van "Triste Navidad" ("Droeve Kerst").

### 2004–2006:Van Corazón Abierto, México tot Madrid
In 2004 speelde hij de hoofdrol in Zapata: El sueño del héroe, een film over de Mexicaanse revolutionaire held Emiliano Zapata door filmmaker Alfonso Arau. Hetzelfde jaar herenigde A Corazón Abierto Alejandro met Grammywinnaar, producer en componist Kike Santander, die de grootste hits van Me Estoy Enamorando schreef. Maar hij putte ook uit het talent van de jongere generatie liedjesschrijvers, waaronder Gian Marco, Leoniel García (van het pop duo Sin Bandera), Reyli Barba (voormalig lid van de band Elefante) en de Mexicaanse groep Tres De Copas.
"Romanticism is something that will never die" ("romantiek zal nooit sterven"), verklaarde Alejandro Fernández, toen hij zijn keuze van de liedjes in A Corazón Abierto verdedigde, de opnamedoorbraak over verloren liefde, nooit vergeten liefde en de mogelijkheid om steeds opnieuw lief te hebben. "Ik ben super-, ultra gepassioneerd. We brengen een album uit die mezelf belicht. Het is ook de reden waarom het "A Corazón Abierto" ("Met een open hart") genoemd is. Het is zeer eerlijk. Niet naakt, maar dieper". Van het album komen de volgende singles:
- "¿Que voy a hacer con mi amor?"
- "Qué lastima"
- "Me dediqué a perderte" en de superhit
- "Canta corazón".[18]

In 2005 bracht Alejandro México - Madrid: En Directo Y Sin Escalas (Mexico – Madrid: Nonstop) uit, met 13 tracks inclusief één nieuw lied. Geproduceerd door Aureo Baquiero en opgenomen voor een live publiek in het Spaanse "Palacio de Congresos IFEMA", deze productie laat Fernández zien terwijl hij zijn grootste hits brengt begeleid door een 28-koppig orkest en enkele van de meest belangrijke stemmen van Spanje op drie van de liedjes: Amaia Montero uit La Oreja de Van Gogh zingt samen met hem "Me dediqué a perderte"; Malú vult het duet aan in "Contigo aprendí", en met flamenco-star Diego El Cigala voert hij een uptempo versie van "Como quien pierde una estrella" uit, begeleid op cajón door de beroemde flamenco gitarist Niño Josele. In hetzelfde jaar werd Fernández gekozen om samen met de tenoren José Carreras en Plácido Domingo in een speciaal concert te zingen, waar de opening van het "Forum Internacional de las Culturas" te Monterrey gevierd werd. Zijn vader Vicente was hier eerst voor gevraagd, maar wees het af. Fernández bracht hier zijn geoefende stem te horen inclusief zijn vocale spreiding in de tenor sectie; hij zong opera-aria's zoals "Granada"; zijn optreden werd geprezen door het publiek. Ook nam hij een duet op met de tenor Mario Frangoulis "Hay más" genaamd (op het album Follow Your Heart). Hierna toerde Fernández samen met twee Latino-sterren: Marc Anthony and Chayanne doorheen verscheidene grote Amerikaanse steden. Op 2 december 2005 gaf Los Angeles hem een ster op de legendarische Hollywood Walk of Fame op Hollywood Boulevard.

### 2007–2010:Viento a Favor,Dos Mundos
In 2007 brengt hij Viento A Favor uit met melodieën geschreven door Leonel García en Noel Schajris (beter bekend als het emotionele latinopopduo Sin Bandera) en de Mexicaanse zanger Reyli Barba. De eerste twee singles waren:
- "Te Voy A Perder" en
- "Amor Gitano"

een duet met Beyoncé. Hierna kwamen nog drie hits van dit album:
- "Cuando Estamos Juntos"
- "No Se Me Hace Fácil"
- "Eres".

In 2008 startte Alejandro een tour in Spanje waarbij steden als Madrid, Valencia and A Coruña werden aangedaan. Hij bracht het album De Noche: Clásicos A Mi Manera uit; het bevat klassieke romantische ballades en bolero's als "El Reloj" en "Regálame esta noche", liedjes die hij voorheen al opgenomen had, maar nooit uitgebracht.
In 2009 was zijn stem het thema van Mañana es para siempre, de meest succesrijke Mexicaanse soap van het jaar. De Grammy-winnende zangeres, componist en producer Nelly Furtado nodigde Alejandro uit om een duet op te nemen voor haar album Mi Plan. "Sueños" werd in Miami opgenomen.
Dos Mundos (Twee Werelden), is een dubbele productie, waarbij twee albums simultaan worden uitgegeven: Dos Mundos: Evolución + Tradición. De eerste is pop, geproduceerd door Aureo Baqueiro, het tweede is ranchera en mariachi, geproduceerd door Joan Sebastian. Geen enkele latino artiest heeft zoiets voorheen gedaan. Op 11 november 2009 brengt hij de videos van de singles "Estuve" en "Se Me Va la Voz" eveneens simultaan uit. Ook bracht hij de video's van de singles "Me Hace Tanto Bien" and "Bandida" uit. Op 22 november 2010 bracht Fernández het livealbum Dos Mundos: Revolución uit, dat de liveversies van zijn album  Dos mundos: Evolución / Dos mundos: Tradición bevat, twee onuitgegeven tracks "Tu Sabes Quien", "Felicidades" en het lied "Vamos a darnos tiempo", voor het eerst gebracht door de zanger José José.
In 2010 brengt Sony Music Latin het album Más Romantico Que Nunco uit, net nadat hij het label verlaten heeft (zie ook "Sony Music-controverse)

### 2011–heden: "Hoy Tengo Ganas de Ti",Confidencias, Rompiendo Fronteras
Tussen juni en augustus 2011 vond zijn Dos Mundos: Revolucion Tour plaats. Op 1 augustus 2011 bracht Alejandro "Bajo un mismo sol" uit, het thema van de 2011 Pan American Games. Hij toerde door Latijns-Amerika samen met Marc Anthony in een serie concerten die Dos Mundos, un Concierto (Twee Werelden, Eén Concert) genoemd werden. Alejandro werkte ook samen met Christina Aguilera op de cover van "Hoy Tengo Ganas de Ti", uitgebracht als het thema van de soap "La tempestad". Na slechts 17 dagen, werd dit officieel platina in Mexico, door de verkoop van 65.000 digitale downloads. Op 27 augustus 2013 bracht hij het album Confidencias, hierop staat het duet met Christina Aguilera "Hoy Tengo Ganas de Ti", alsook duetten met Vicente Fernández en Rod Stewart. In 2014 werd "Te Amare" uitgegeven als thema van de soap "Hasta el fin del mundo" waarbij het originele thema van Pedro Fernández vervangen werd. In 2015 werkte Alejandro samen met Alejandro Sanz aan een cover van "A que no me dejas", voor de soap A que no me dejas. In februari 2017 kwam het album Rompiendo Fronteras uit, waar de hitsingle "Se que te duele" vanaf kwam.

### Sony Music-controverse
Alejandro Fernández klaagde het internationale platenlabel Sony Music aan nadat het geprobeerd had om een album met zijn onuitgegeven liedjes uit te brengen nadat zijn contract bij het label beëindigd was. De Federale Politie nam in de hoofdzetel van Sony in Mexico City ongeveer zesduizend exemplaren van het album in beslag. "Diferente" werd uitgebracht op het internet als de eerste single van dit album.

## Kunstenaarstalent
Fernández begon zijn muzikale carrière in de voetstappen van zijn vader met de focus gericht op de ranchera-muziek. Sinds het album Me Estoy Enamorando in 1977, breidde hij zijn repertoire succesvol uit in de popmuziek. Tijdens zijn live optredens begint hij met zijn ranchero repertoire, om later in de show, nadat hij zijn charro outfit verwijderd heeft, over te gaan naar zijn popsongs.
Fernández heeft een Bariton tessitura. Zijn vocaal vermogen en diversiteit laten hem toe om romantische ballades, pop en ranchera simultaan te brengen. Hij heeft opgetreden met artiesten als Plácido Domingo, Marc Anthony, José Carreras, Chayanne, Amaia Montero, Joan Sebastian, Gloria Estefan, Malú, Julio Iglesias, Patricia Kaas, Miguel Bosé, Mario Frangoulis, Ednita Nazario, Yuri, Franco De Vita, Diego El Cigala, Ha*Ash, Nelly Furtado, Beyoncé, Christina Aguilera and Rod Stewart.

## Persoonlijk leven
Alejandro Fernández was geboren in Mexico City en opgevoed in Guadalajara. Hij studeerde architectuur, maar richtte zich op het zingen in 1991 onder aanmoediging van zijn vader. Hij is de jongste zoon van de familie. Hij heeft twee oudere broers, Vicente, Jr. en Gerardo, en een zus, Alejandra. Hij en zijn broers zijn in Mexico bekend als "Los tres potrillos" (De drie colts).
In de late jaren negentig werd Fernández' oudere broer Vicente jr. gekidnapt door de georganiseerde misdaad. De kidnappers zonden een vinger van Vicente jr. naar zijn vader en eisten losgeld. Nadat Vicente Fernández vermoedelijk een groot bedrag had betaald, werd zijn zoon vrijgelaten. Het juiste bedrag is nooit vrijgegeven.
Fernández is mede-eigenaar van een winkelcentrum in Guadalajara "Unicenter" genaamd, waar een verscheidenheid van ondernemingen gevestigd zijn, en werk verschaffen aan meer dan 170 personen.
Samen met zijn familie bouwde hij het stadion van Arena VFG, met een capaciteit van 11.000 mensen. De arena dient vooral voor muzikale optredens en charreriawedstrijden. Fernández is een bedreven ruiter en charreria. Hij is een fan van het Mexicaanse (Amerikaans) voetbalteam Atlas, en goede vriend van (Amerikaans) voetballer Rafael Márquez.
Fernández heeft vijf kinderen: drie (Alejandro jr. en de tweelingmeisjes América en Camila) bij zijn ex-vrouw América Guinart, en twee (Emiliano en Valentina) bij het Colombiaans model Ximena Díaz.

## Discografie

### Studioalbums
- 1992 : Alejandro Fernandez
- 1993 : Piel De Niña
- 1994 : Grandes Éxitos a la Manera de Alejandro Fernández
- 1995 : Que Seas Muy Feliz
- 1996 : Muy Dentro de Mi Corazon
- 1997 : Me Estoy Enamorando
- 1999 : Mi Verdad
- 2000 : Entre tus brazos
- 2001 : Orígenes
- 2003 : Niña Amada Mía
- 2004 : Zapata: El sueño del héroe (soundtrack)
- 2004 : A Corazón Abierto
- 2007 : Viento a Favor
- 2009 : Dos mundos: Evolución / Dos mundos: Tradición
- 2010 : Más Romantico Que Nunco[39]
- 2013 : Confidencias
- 2017 : Rompiendo Fronteras

### Livealbums
- 1999 : Christmas in Vienna VI
- 2002 : Un Canto De México
- 2003 : En Vivo: Juntos Por Ultima Vez
- 2005 : México – Madrid: En Directo Y Sin Escalas
- 2010 : Dos Mundos: Revolución
- 2014 : Confidencias Reales